# Svenska e-sportcupen
Svenska e-sportcupen var en e-sportturnering som hölls under 2013 på initiativ av Sverok och förbundets föreningar. Turneringen bestod av tre delfinaler och en stor final och det tävlades i tre spel: Counter-Strike: Global Offensive, Call of Duty: Black Ops II och StarCraft II: Heart of the Swarm.
Finalerna live-sändes i TV4 Play. Vinnarna var Lemondogs, Ninjas in Pyjamas och Naniwa.

## Prissumma
| Delfinaler                       | Guld      | Silver    | Brons    |
| Call of Duty: Black Ops II       | 10 000 kr | 4 000 kr  | 1 000 kr |
| Counter-Strike: Global Offensive | 30 000 kr | 10 000 kr | 5 000 kr |
| StarCraft II: Heart of the Swarm | 30 000 kr | 10 000 kr | ―        |

Den totala prissumman för varje deltävling var 100 000 kronor. Vinnaren direktkvalificerade sig till huvudfinalen i Göteborg.
Prissumman för huvudfinalen var 500 000 kronor.

## Resultat

### Delfinal 1
Spelades den 2 april 2013 på NLAN i Norrköping med följande resultat.
| Delfinal 1                       | Guld      | Silver     | Brons   | Brons  |
| Call of Duty: Black Ops II       | LemonDogs | TEC Sweden |         |        |
| Counter-Strike: Global Offensive | Epsilon   | hGh        | WRTT    | CAI    |
| Starcraft 2: Heart of the Swarm  | NaNiwa    | MorroW     | StarNaN | Bischu |

### Delfinal 2
Spelades 25 maj 2013 i Västerås i Skrapan.
| Delfinal 2                       |           |                   |             |           |
| Call of Duty: Black Ops II       | LemonDogs | Japaner i Pyjamas | Team eNigma | MciS Comp |
| Counter-Strike: Global Offensive | NiP       | Crave             | Lemondogs   | Internetz |
| Starcraft 2: Heart of the Swarm  | Bischu    | MorroW            | Cytoplasm   | HoBbe     |

### Delfinal 3
Spelades den 13 oktober 2013 på  Elmiamässan i Jönköping.

### Huvudfinalen
Spelades den 14 december 2013 i Göteborg.

#### Kvalificerade lag/spelare
|                                  | Delfinal 1: Norrköping | Delfinal 2: Västerås | Delfinal 3: Jönköping |
| Call of Duty: Black Ops II       | LemonDogs              | JiP                  | SPLAY                 |
| Counter-Strike: Global Offensive | Epsilon                | NiP                  | SK-Gaming             |
| Starcraft 2: Heart of the Swarm  | NaNiwa                 | Bischu               | Zanster               |

Resultat
|                                  | Guld                    | Silver                    | Brons                     |
| Call of Duty: Black Ops II       | Lemondogs               | Lions                     | Japaner i Pyjamas         |
| Counter-Strike: Global Offensive | Ninjas in Pyjamas       | LGB eSports               | SK-Gaming                 |
| StarCraft II: Heart of the Swarm | Johan ”Naniwa” Lucchesi | Jesper ”Bischu” Johansson | Anton ”Zanster” Dahlström |